# Bernard Quilfen
Bernard Pierre Quilfen (* 20. April 1949 in Argenteuil; † 20. Januar 2022 in Saint-Amand-Montrond) war ein französischer Radrennfahrer und Sportlicher Leiter.

## Sportliche Laufbahn
Quilfen war im Straßenradsport und im Bahnradsport aktiv. Als Amateur startete er für den Verein Athletic Club de Boulogne-Billancourt. 1970 gewann er den Circuit de Boulogne, 1974 eine Etappe bei Paris–Vierzon, 1975 das Eintagesrennen Paris–Vailly und Etappen in der Tour de l’Essonne, in der Tour de l’Yonne sowie im Giro Ciclistico d'Italia. Zudem gewann er die Gesamtwertung der Ronde du Val d’Oise.
Er wurde 1975 Zweiter in der Route de France hinter Bernard Vallet und in der Tour de l’Essonne sowie Dritter in der Tour de l’Yonne und bei Paris–Vierzon. In der Jahreswertung des französischen Radsportverbandes belegte er den 3. Platz bei den Amateuren. Er konnte rund 30 Siege als Amateur verbuchen.
Von 1975 bis 1981 war er Berufsfahrer. Er war ein langjähriger Domestik von Bernard Hinault. Sein bedeutendster sportlicher Erfolg war ein Etappensieg in der Tour de France 1977. 1976 wurde er Zweiter im Grand Prix von Nizza. Quilfen bestritt alle Grand Tours.
| Grand Tour            | 1977 | 1978 | 1979 | 1980 |
| --------------------- | ---- | ---- | ---- | ---- |
| Vuelta a EspañaVuelta | –    | 46   | –    | –    |
| Giro d’ItaliaGiro     | –    | –    | –    | 67   |
| Tour de FranceTour    | DNF  | 58   | –    | DNF  |

Auf der Bahn wurde Quilfen 1976 Dritter der nationalen Profimeisterschaft in der Einerverfolgung. Er fuhr auch einige Sechstagerennen.

## Berufliches
Nach seiner aktiven Karriere war Quilfen Assistent der Teamleitung und teilweise Sportlicher Leiter bei Renault Elf, Système U, Castorama und Cofidis.